# Unearthed
Unearthed, также American 0: Unearthed — пятидисковый сборник кантри-исполнителя Джонни Кэша, изданный в 2003 году. Издание относится к серии American Recordings, получившей своё название от одноимённого лейбла звукозаписи. Unearthed был издан после смерти Джонни Кэша, первые три его диска включают в себя материал, не вошедший в первые четыре альбома American Recordings, четвёртый является отдельным самостоятельным альбомом и содержит христианские песни, пятый представляет собой лучшие песни из четырёх прижизненных альбомов серии American Recordings. Сборник занял 93 место в списке «100 лучших альбомов 2000-х» журнала Rolling Stone и получил статус «золотого» по системе RIAA (2 декабря 2004 года).

## 1. Who’s Gonna Cry
Содержит акустические песни в стиле American Recordings I.
| #   | Название                       | Продолжительность | Автор(ы)                    | Изначально записана                                                         |
| --- | ------------------------------ | ----------------- | --------------------------- | --------------------------------------------------------------------------- |
| 1.  | Long Black Veil                | 3:15              | Дэнни Дилл, Мэрийон Уилкин  | Уилльямом Фриззеллом в альбоме One and Only (1959)                          |
| 2.  | Flesh and Blood                | 2:29              | Джонни Кэш                  | Кэшем в альбоме I Walk the Line (1970)                                      |
| 3.  | Just the Other Side of Nowhere | 3:18              | Крис Кристофферсон          | Крисом в альбоме Kristofferson (1970)                                       |
| 4.  | If I Give My Soul              | 3:01              | Билли Джо Шэйвер            | Шэйвером в альбоме Tramp on Your Stree (1993)                               |
| 5.  | Understand Your Man            | 2:06              | Джонни Кэш                  | Кэшем в альбоме I Walk the Line (1970)                                      |
| 6.  | Banks of the Ohio              | 4:07              | Мэйбелл Картер              | Джонни Кэшем и семьёй Картер в альбоме Keep On The Sunnyside (1964)         |
| 7.  | Two Timin' Woman               | 2:06              | Хэнк Сноу                   | Хэнком Сноу (1950)                                                          |
| 8.  | The Caretaker                  | 1:55              | Джонни Кэш                  | Кэшем в альбоме Songs of our Soil (1959)                                    |
| 9.  | Old Chunk of Coal              | 1:54              | Билли Джо Шэйвер            | Кэшем в альбоме A Believer Sings The Truth (1979)                           |
| 10. | I’m Going to Memphis           | 2:40              | Холли Дью, Алан Ломакс      | Кэшем в альбоме Ride This Train (1960)                                      |
| 11. | Breaking Bread                 | 2:48              | Рэнди Л. Джордж             |                                                                             |
| 12. | Waiting for a Train            | 1:46              | Джимми Роджерс              | Кэшем в альбоме Blood, Sweat and Tears (1963)                               |
| 13. | Casey’s Last Ride              | 3:21              | Крис Кристофферсон          | Крисом в альбоме Kristofferson (1970)                                       |
| 14. | No Earthly Good                | 2:43              | Джонни Кэш                  | Кэшем в альбоме The Rambler (1977)                                          |
| 15. | The Fourth Man in the Fire     | 2:48              | Артур Смит                  | Кэшем в альбоме The Holy Land (1969)                                        |
| 16. | Dark as a Dungeon              | 3:00              | Мэрл Трэвис                 | Кэшем в альбоме Old Golden Throat (1968)                                    |
| 17. | Book Review                    | 2:07              | Бобби Джордж, Чарли Уильямс | Примечание: диалог                                                          |
| 18. | Down There by the Train        | 5:49              | Том Уэйтс                   | Написана Уэйтсом специально для Кэша, другая версия в American Recordings I |

## 2. Trouble in Mind
Содержит песни в стиле American Recordings II, записанные при аккомпанементе музыкантов Tom Petty and the Heartbreakers и Red Hot Chili Peppers.
| #   | Название                         | Продолжительность | Автор(ы)                 | Изначально записана                                                                                                 |
| --- | -------------------------------- | ----------------- | ------------------------ | --- |
| 1.  | Pocahontas                       | 3:43              | Нил Янг                  | Нилом Янгом и Crazy Horse в альбоме Rust Never Sleeps (1979)                                                        |
| 2.  | I’m a Drifter                    | 3:50              | Долли Партон             | Долли Партон в альбоме All I Can Do (1976), примечание: версия 1                                                    |
| 3.  | Trouble in Mind                  | 3:32              | Ричард М. Джонс          | Тэльмой Ла Виццо и Ричардом М. Джонсом (1924)                                                                       |
| 4.  | Down the Line                    | 2:38              | Рой Орбисон, Сэм Филлипс | Роем Орбисоном в альбоме She Cried (1956)                                                                           |
| 5.  | I’m Moving On                    | 2:54              | Хэнк Сноу                | Хэнком Сноу (1950)                                                                                                  |
| 6.  | As Long as the Grass Shall Grow  | 4:21              | Питер Ла Фарг            | Дуэт с Джун Картер Кэш, впервые записана Джонни Кэшем в альбоме Bitter Tears: Ballads of the American Indian (1964) |
| 7.  | Heart of Gold                    | 3:01              | Нил Янг                  | Янгом в альбоме Harvest (1972)                                                                                      |
| 8.  | The Running Kind                 | 3:11              | Мэрл Хаггард             | Дуэт с Томом Петти, впервые записана Мэрлом Хаггардом в альбоме A Working Man Can't Get Nowhere Today (1978)        |
| 9.  | Everybody’s Trying to Be My Baby | 2:11              | Карл Перкинс             | Карлом Перкинсом в альбоме Dance Album of ... Carl Perkins (1957)                                                   |
| 10. | Brown Eyed Handsome Man          | 2:21              | Чак Берри                | Чаком Берри в альбоме After School Session (1957)                                                                   |
| 11. | T for Texas                      | 3:38              | Джимми Роджерс           | Джимми Роджерсом (1927)                                                                                             |
| 12. | Devil’s Right Hand               | 2:33              | Стив Эрл                 | Стивом Эрлом в альбоме Copperhead Road (1988)                                                                       |
| 13. | I’m a Drifter                    | 3:45              | Долли Партон             | Долли Партон в альбоме All I Can Do (1976), примечание: версия 2                                                    |
| 14. | Like a Soldier                   | 2:55              | Джонни Кэш               | Дуэт с Вилли Нельсоном, сольная версия Кэша в American Recordings I                                                 |
| 15. | Drive On                         | 2:23              | Джонни Кэш               | Другая версия в American Recordings I                                                                               |
| 16. | Bird on a Wire                   | 5:13              | Леонард Коэн             | Леонардом Коэном в альбоме Songs from a Room (1969), другая версия в American Recordings I                          |

## 3. Redemption Songs
Содержит песни в стиле American Recordings III и American Recordings IV, несколько дуэтов.
| #   | Название                            | Продолжительность | Автор(ы)                     | Изначально записана                                                                       |
| --- | ----------------------------------- | ----------------- | ---------------------------- | ----------------------------------------------------------------------------------------- |
| 1.  | A Singer of Songs                   | 2:48              | Тим О’Коннелл                |                                                                                           |
| 2.  | The L and N Don’t Stop Here Anymore | 3:13              | Джин Ричи                    | Кэшем в альбоме Silver (1979)                                                             |
| 3.  | Redemption Song                     | 3:27              | Боб Марли                    | Дуэт с Джо Страммером, впервые записана Бобом Марли в альбоме Uprising (1980)             |
| 4.  | Father and Son                      | 2:49              | Кэт Стивенс                  | Дуэт с Фионой Эппл, впервые записана Кэт Стивенсом в альбоме Tea for the Tillerman (1970) |
| 5.  | Chattanooga Sugar Babe              | 3:16              | Норман Блэйк                 | Норманом Блэйком в одноимённом альбоме (1998)                                             |
| 6.  | He Stopped Loving Her Today         | 2:37              | Бобби Брэддок, Карли Патман  | Джорджем Джонсом в альбоме I Am What I Am (1980)                                          |
| 7.  | Hard Times Come Again No More       | 4:01              | Стивен Фостер                | Стивеном Фостером (1854)                                                                  |
| 8.  | Wichita Lineman                     | 3:03              | Джимми Уэбб                  | Гленом Кэмпбеллом в одноимённом альбоме (1968)                                            |
| 9.  | Cindy                               | 2:53              | Народная                     | Дуэт с Ником Кейвом                                                                       |
| 10. | Big Iron                            | 3:52              | Марти Роббинс                | Марти Роббинсом в альбоме Gunfighter Ballads and Trail Songs (1959)                       |
| 11. | Salty Dog                           | 2:26              | Народная                     | Руди Тумбс (первая половина 1900-х)                                                       |
| 12. | Gentle on My Mind                   | 3:24              | Джон Хартфорд                | Джоном Хартфордом в альбоме Earthwords and Music (1967)                                   |
| 13. | You Are My Sunshine                 | 3:18              | Джимми Дэвис, Чарльз Митчелл | Джимми Дэвисом (1939)                                                                     |
| 14. | You’ll Never Walk Alone             | 2:59              | Роджерсом и Хамерштайном     | Фрэнком Синатрой (1945)                                                                   |
| 15. | The Man Comes Around                | 3:51              | Джонни Кэш                   | другая версия в American Recordings IV                                                    |

## 4. My Mother’s Hymn Book
My Mother’s Hymn Book содержит христианские духовные песни и гимны, которые Джонни узнал от своей матери будучи ребёнком. Для записи альбома он использовал только акустическую гитару и собственный голос. My Mother’s Hymn Book является частью Unearthed и одновременно представляет собой самостоятельный студийный альбом Кэша (89-й по счёту), он был выпущен и как часть сборника и отдельно. Часть песен исполнитель прежде записывал в альбоме Hymns from the Heart (1962) и Sings Precious Memories (1975).
| #   | Название                                   | Продолжительность | Автор(ы)                                        |
| --- | ------------------------------------------ | ----------------- | ----------------------------------------------- |
| 1.  | Where We’ll Never Grow Old                 | 3:31              | Джеймс С. Мур                                   |
| 2.  | I Shall Not Be Moved                       | 2:41              | В. О. Фоссетт                                   |
| 3.  | I Am a Pilgrim                             | 2:27              | Мэрл Трэвис                                     |
| 4.  | Do Lord                                    | 2:12              | В. О. Фоссетт                                   |
| 5.  | When The Roll Is Called Up Yonder          | 1:36              | Джеймс Милтон Блэк                              |
| 6.  | If We Never Meet Again This Side of Heaven | 2:31              | Альберт Е. Брамли                               |
| 7.  | I’ll Fly Away                              | 1:54              | Альберт Е. Брамли                               |
| 8.  | Where the Soul of Man Never Dies           | 2:15              | Уильям Ли Голдэн, Уэйн Рэйни                    |
| 9.  | Let the Lower Lights Be Burning            | 3:14              | Филип Блисс                                     |
| 10. | When He Reached Down His Hand for Me       | 2:14              | Марион Истэрлинг, Томас Райт, Дж. Ф. Б. Райт    |
| 11. | In the Sweet By-and-By                     | 2:25              | Сэнфорд Филлмор Беннетт, Джозеф Филбрик Уэбстер |
| 12. | I’m Bound for the Promised Land            | 2:15              | Народная                                        |
| 13. | In the Garden                              | 3:18              | К. Остин Майлс                                  |
| 14. | Softly and Tenderly                        | 3:17              | Уилл Л. Томпсон                                 |
| 15. | Just as I Am                               | 2:38              | Уильям Батчелдер Брэдбери, Шарлотт Эллиот       |

## 5. Best of Cash on American
Содержит выборочные песни из первых четырёх альбомов серии American Recordings, изданных при жизни Джонни Кэша.
| #  | Название                               | Продолжительность | Автор(ы)                              | Изначально записана                                                              |
| -- | -------------------------------------- | ----------------- | ------------------------------------- | -------------------------------------------------------------------------------- |
| 1. | Delia’s Gone                           | 2:19              | Карл Силберсдорф, Дик Тупс            | Кэшем в альбоме The Sound of Johnny Cash (1962)                                  |
| 2. | Bird on a Wire                         | 4:04              | Леонард Коэн                          | Леонардом Коэном в альбоме Songs from a Room (1969)                              |
| 3. | Thirteen                               | 3:23              | Гленн Данциг                          | Написана специально для Кэша, версия Данцига в альбоме 6:66 Satan's Child (1999) |
| 1. | Rowboat                                | 3:45              | Бек                                   | Беком в альбоме Stereopathetic Soulmanure (1994)                                 |
| 2. | The One Rose (That’s Left in My Heart) | 2:28              | Дэл Лайон, Лэна МакИнтайр             | Джимми Роджерсонм (1930)                                                         |
| 3. | Rusty Cage                             | 2:50              | Крис Корнелл                          | Группой Soundgarden в альбоме Badmotorfinger (1991)                              |
| 4. | Southern Accents                       | 4:42              | Том Петти                             | Группой Tom Petty and the Heartbreakers в альбоме Southern Accents (1985)        |
| 1. | The Mercy Seat                         | 4:35              | Ник Кейв, Мик Харви                   | Группой Nick Cave and the Bad Seeds в альбоме Tender Prey (1988)                 |
| 2. | Solitary Man                           | 2:25              | Нил Даймонд                           | Даймондом в одноимённом сингле (1966)                                            |
| 3. | Wayfaring Stranger                     | 3:22              | Народная                              | Множеством различных музыкантов                                                  |
| 4. | One                                    | 3:52              | Боно, Адам Клейтон, Эдж, Ларри Маллен | Группой U2 в альбоме Achtung Baby (1991)                                         |
| 1. | I Hung My Head                         | 3:52              | Стинг                                 | Стингом в альбоме Mercury Falling (1996)                                         |
| 2. | The Man Comes Around                   | 4:29              | Джонни Кэш                            |                                                                                  |
| 3. | We’ll Meet Again                       | 2:57              | Хагхи Чарльз, Росс Паркер             | Верой Линн (1939)                                                                |
| 4. | Hurt                                   | 3:38              | Трент Резнор                          | Группой Nine Inch Nails в альбоме The Downward Spiral (1994)                     |